# Marchesato di Gorzegno
Il Marchesato di Gorzegno fu feudo di uno dei rami della famiglia Del Carretto (detto appunto Del Carretto di Gorzegno). Esso si formò nel XV secolo per la progressiva frammentazione della marca di Savona e scomparve nel XVIII secolo, quando venne inglobato nei domini dei Savoia.
Fino al XVIII secolo il marchesato fu riconosciuto come feudo imperiale. Il suo territorio comprendeva le "università" (cioè le comunità) di Albaretto della Torre, Arguello, Serravalle Langhe, Bossolasco, Niella Belbo, San Benedetto Belbo, Cravanzana, Feisoglio, Levice, Prunetto e Monesiglio.

## Storia
Gorzegno è parte dei domini arduinici che Bonifacio del Vasto acquisì alla fine dell'XI secolo e che entrarono a far parte dei domini di suo figlio Enrico I Del Carretto, primo marchese di Savona e capostipite della casata aleramica dei Del Carretto. Quando i domini di suo nipote Giacomo Del Carretto furono suddivisi fra i tre figli, Gorzegno entrò a far parte del "terziere di Novello" toccato a Enrico, che può essere considerato il capostipite dei marchesi di Novello (1268), di cui i marchesi di Gorzegno sono un ramo cadetto ma più longevo.
L'ampiezza originaria del terziere può essere desunta dall'investitura concessa da Carlo IV ai fratelli Antonio, Alberto, Enrico, Franceschino e Manfredo, figli di un Giacomo Del Carretto, primogenito di Enrico di Novello. L'atto, redatto il 2 febbraio 1354, conferma gli antichi privilegi della famiglia sui luoghi di Novello, Monchiero, Sinio, Albaretto della Torre, Arguello, Serravalle Langhe, Bossolasco, Gorzegno, Mombarcaro, Lodisio, Castino, Cerretto Langhe, insieme a parte di Cosseria, Millesimo e Carcare. I beni, però, che furono ripartiti fra i discendenti di Giacomo Del Carretto erano stati incrementati dalle sue acquisizioni, fra cui in particolare il feudo di Spigno Monferrato, soggetto alla Repubblica di Genova, cui era stato ceduto da Ottone Del Carretto un secolo prima.
I feudi di Giacomo furono gestiti in modo consortile dai cinque figli, di cui, però, solo tre lasciarono discendenza. Furono, quindi i nipoti di Giacomo a dare origine ai diversi rami. In particolare dal primogenito, Antonio derivarono il marchesato di Novello per il primogenito Francesco e il marchesato di Gorzegno per il secondogenito Tete. Quest'ultimo, quindi, è il capostipite della linea dei marchesi di Gorzegno.

## Genealogia del Marchesi del Carretto di Gorzegno e Moncrivello
Enrico del Vasto "del Carretto", Marchese di Savona + 1239
Giacomo del Carretto, Marchese di Savona  + 1263
Antonio del Carretto, Marchese di Savona e Terziere di Novello 
Enrico Giacomo del Carretto, Marchese di Savona, Gorzegno, Novello, Bozolasco, Prunetto.
Giacomo del Carretto, Marchese di Savona
Tete Antonio del Carretto
Antonio del Carretto
Tete del Carretto
Cosmo del Carretto
Tete del Carretto, Marchese Novello, Monchiero e Monforte
Girolamo del Carretto, Marchese di Gorzegno
Paolo Matteo del Carretto, Marchese di Gorzegno
Carlo Emanuele del Carretto, Marchese di Gorzegno
Francesco Giovanni Tomaso del Carretto, Marchese di Gorzegno e Moncrivello
Carlo Leopoldo del Carretto, Marchese di Gorzegno e Moncrivello
Tete Carlo Bartolomeo del Carretto, Marchese di Gorzegno e Moncrivello
Carlo Aleramo Domenico Luigi del Carretto, Marchese di Gorzegno e Moncrivello
Gustavo del Carretto, Marchese di Gorzegno e Moncrivello